# Italie aux championnats d'Europe d'athlétisme
L’Italie participe aux championnats d'Europe d'athlétisme depuis la première édition, en 1934 à Turin. Après les championnats d'Europe 2016, son bilan est de 127 médailles, dont 40 en or.

## Bilan global
| Édition           | Or | Argent | Bronze | Total | P'ment | Hommes champions                                                 | Femmes championnes  |
| ----------------- | -- | ------ | ------ | ----- | ------ | ---------------------------------------------------------------- | ------------------- |
| Turin 1934        | 1  | 2      | 2      | 5     | 7.     | Beccali (1500 m)                                                 |                     |
| Paris/Vienne 1938 | 1  | 4      | 3      | 8     | 7.     |                                                                  | Testoni (80 m hs)   |
| Oslo 1946         | 1  | 1      | 2      | 4     | 8.     | Consolini (discus)                                               |                     |
| Brussels 1950l    | 3  | 5      | 1      | 9     | 5.     | Filiput (400 m hs), Dordoni (50 km walk), Consolini (discus)     |                     |
| Bern 1954         | 1  | 1      | 1      | 3     | 8.     | Consolini (discus)                                               |                     |
| Stockholm 1958    | 0  | 1      | 0      | 1     | 11.    |                                                                  |                     |
| Belgrade 1962     | 2  | 1      | 1      | 4     | 6.     | Morale (400 m hs), Pamich (50 km walk)                           |                     |
| Budapest 1966     | 3  | 0      | 0      | 3     | 5.     | Ottoz (110 m hs), Frinolli (400 m hs), Pamich (50 km walk)       |                     |
| Athens 1969       | 1  | 0      | 3      | 4     | 9.     | Ottoz (110 m hs)                                                 |                     |
| Helsinki 1971     | 1  | 1      | 3      | 5     | 9.     | Arese (1500 m)                                                   |                     |
| Rome 1974         | 1  | 2      | 2      | 5     | 8.     | Mennea (200 m)                                                   |                     |
| Prague 1978       | 4  | 1      | 0      | 5     | 4.     | Mennea (100 m, 200 m), Ortis (5000 m)                            | Simeoni (high jump) |
| Athens 1982       | 1  | 1      | 2      | 4     | 10.    | Cova (10000 m)                                                   |                     |
| Stuttgart 1986    | 2  | 6      | 2      | 10    | 5.     | Mei (10000 m), Bordin (marathon)                                 |                     |
| Split 1990        | 5  | 2      | 5      | 12    | 4.     | Antibo (5000 m, 10000 m), Panetta (3000 m st), Bordin (marathon) | Sidoti (10 km walk) |
| Helsinki 1994     | 2  | 3      | 3      | 8     | 8.     | Benvenuti (800 m), Lambruschini (3000 m st)                      |                     |
| Budapest 1998     | 2  | 4      | 3      | 9     | 7.     | Baldini (marathon)                                               | Sidoti (10 km walk) |
| München 2002      | 1  | 0      | 3      | 4     | 15.    |                                                                  | Guida (marathon)    |
| Göteborg 2006     | 2  | 0      | 1      | 3     | 9.     | Baldini (marathon), Howe (long jump)                             |                     |
| Barcelona 2002    | 1  | 4      | 1      | 6     | 11.    | Schwazer (20 km walk)                                            | Incerti (marathon)  |
| Helsinki 2012     | 1  | 1      | 1      | 3     | 11.    | Donato (triple jump)                                             | Grenot (400 m)      |
| Zurich 2104       | 2  | 1      | 0      | 3     | 9.     | Meucci (marathon)                                                | Grenot (400 m)      |
| Amsterdam 2016    | 2  | 2      | 3      | 7     | 9.     | Tamberi (high jump)                                              | Grenot (400 m)      |
| Total             | 40 | 45     | 42     | 127   | 8.     |                                                                  |                     |